# Amtsgericht Münster

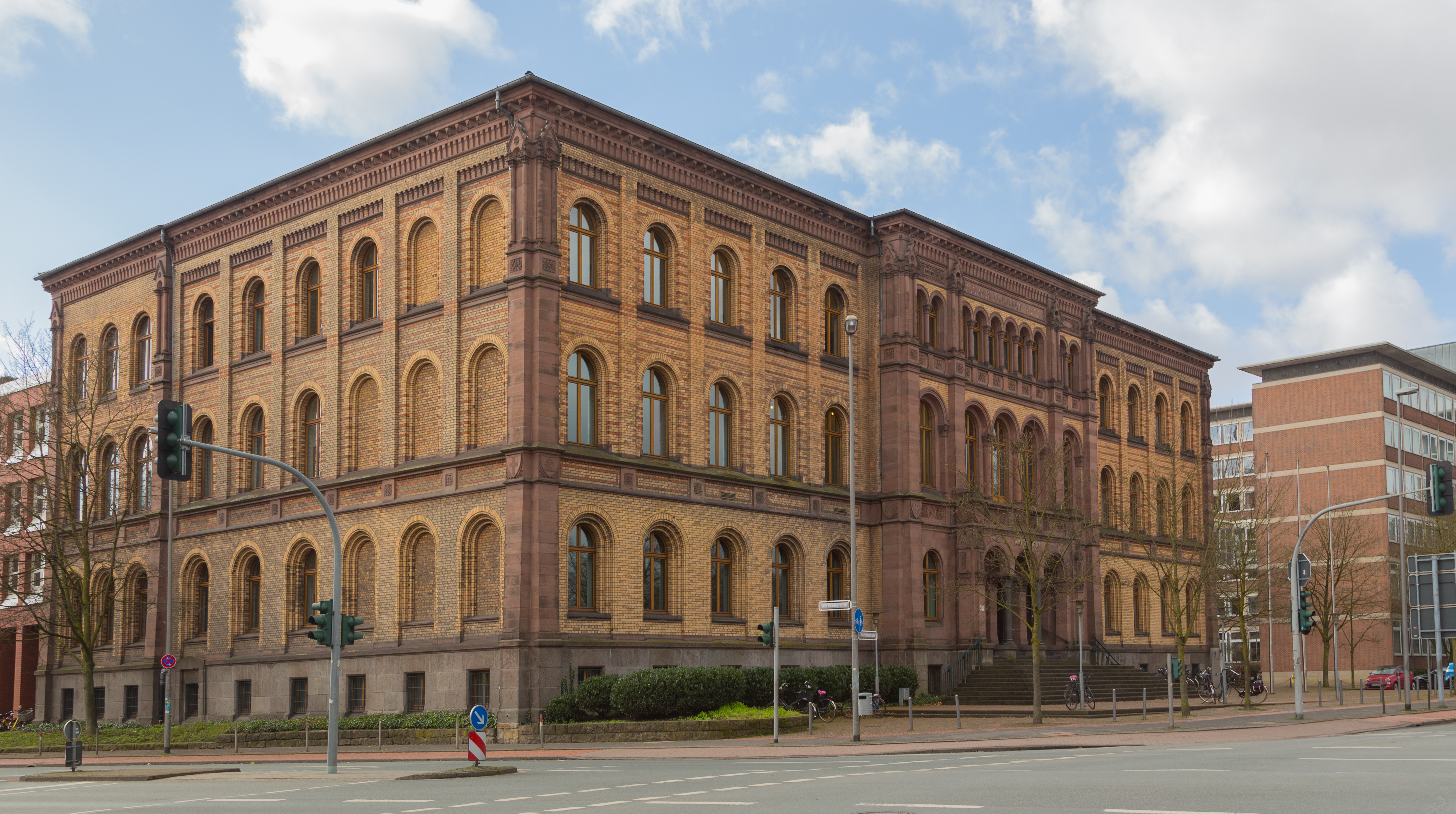
Das ursprüngliche Gebäude des Landgerichts Münster und heutiger Sitz des Amtsgerichts Münster

Das Amtsgericht Münster mit Sitz in der westfälischen Stadt Münster ist ein Gericht der ordentlichen Gerichtsbarkeit und eines von 15 Amtsgerichten (AG) im Bezirk des Landgerichts Münster.

## Gerichtsbezirk und Aufgabenbereiche
Sitz des Gerichts ist Münster. Der Gerichtsbezirk umfasst die kreisfreie Stadt Münster mit rund 300.000 Einwohnern. Das AG Münster ist für die Insolvenzverfahren im gesamten Bezirk des Landgerichts Münster zuständig.
Das Amtsgericht Münster ist nicht zuständig für Mahnverfahren und Patentrechtsstreitigkeiten. Für Erstere ist das Amtsgericht Hagen als Zentrales Mahngericht, für Letztere das Amtsgericht Essen zuständig.

## Übergeordnete Gerichte
Dem Amtsgericht Münster ist unmittelbar das Landgericht Münster übergeordnet und diesem wiederum das Oberlandesgericht Hamm.

## Gebäude

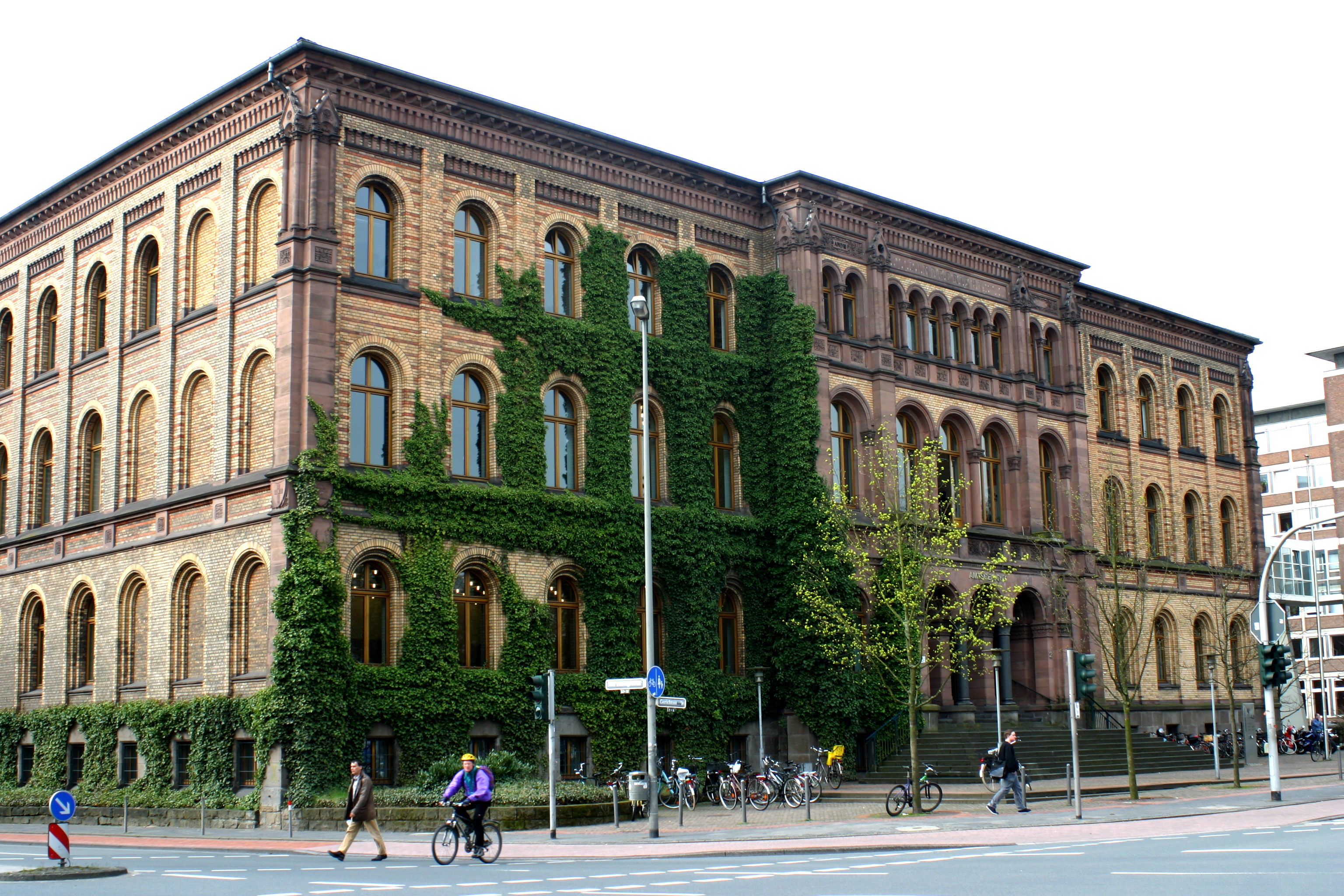
Mit Efeu begrünte Fassade des Amtsgerichts im Jahr 2006.

Das in den Jahren von 1875 bis 1879 erbaute Gebäude des Amtsgerichts Münster befindet sich südlich des Schlossplatzes. Dieses dreistöckige Gebäude wurde durch alliierte Bombentreffer am 25. März 1945 schwer getroffen und brannte bis auf die Grundmauern nieder. Nach Ende des Zweiten Weltkrieges wurde es rekonstruierend wiederaufgebaut, die noch bestehenden Teile wurden dabei mit einbezogen. Insbesondere die Fassade wurde weitestgehend nach dem Vorbild italienischer Gotik rekonstruiert. Der Wiederaufbau dauerte bis zum Oktober 1951. Seit dem Jahre 1984 steht es unter Denkmalschutz.
Neben diesem Hauptgebäude besitzt das Amtsgericht Räumlichkeiten im kompletten Erdgeschoss, in der kompletten ersten Etage sowie in einem Teil der zweiten Etage im Gebäude der Staatsanwaltschaft Münster direkt westlich gelegen sowie im Zwischentrakt zwischen Landgericht und Amtsgericht.

## Geschichte
Die Ursprünge des Amtsgerichts Münster gehen auf das Jahr 1815 zurück, als Münster nach der Befreiung der Herrschaft Napoléons unter die Herrschaft Preußens kam. Es kam zur Gründung das Land- und Stadtgerichts Münster, das für die Stadt und den Landkreis zuständig war. Der ursprüngliche Sitz des Gerichts war am Domplatz an der Stelle des heutigen LWL-Landesmuseums für Kunst und Kulturgeschichte.
Im Jahre 1849 wurde es in das Kreisgericht Münster umgewandelt, das bis zum Jahr 1879 Bestand haben sollte. Der Gerichtsbezirk blieb jedoch gleich. Zur Gründung des Amtsgerichts Münster kam es am 1. Oktober 1879 durch das zu diesem Zeitpunkt in Kraft getretene reichseinheitliche Gerichtsverfassungsgesetz. Gleichzeitig bezog es das neue Gebäude am zu dieser Zeit noch als „Neuplatz“ bezeichneten Schlossplatz, das es sich mit dem neu errichteten Landgericht teilte. Zunächst waren sechs Richter am Gericht tätig. Nach dem Wiederaufbau des im Zweiten Weltkrieg schwer beschädigten Gebäudes waren bereits 17 Richter am Amtsgericht Münster tätig.
Mit der Gebietsreform vom 1. Januar 1975 in Nordrhein-Westfalen und der Auflösung des Landkreises Münster war das Amtsgericht in Münster nur noch für das vergrößerte Stadtgebiet der Stadt Münster sowie die Stadt Greven zuständig. Letztere wechselte im Jahr 1976 in den Amtsgerichtsbezirk Steinfurt.
Beim Amtsgericht Münster sind 35 Berufsrichter, 36 Rechtspfleger sowie etwa 140 weitere Beschäftigte tätig.